# Institut de cryptographie, de communication et d'informatique
L'institut de cryptographie, de communication et d'informatique (Институ́т криптогра́фии, свя́зи и информа́тики, ИКСИ, ICSI) est une subdivision structurelle de l'Académie du FSB de Russie à Moscou qui forme des spécialistes dans le domaine de la transmission, de la protection et du traitement de l'information. L'ICSI est le principal établissement d'enseignement en Russie pour la formation supérieure dans le domaine de la sécurité de l'information.

## Histoire
Le 19 octobre 1949, le Politburo du Comité central du PCUS fonde l'école supérieure des cryptographes, et le conseil des ministres de l'URSS institue par décret à la faculté de mécanique et de mathématiques de l'université d'État de Moscou un département fermé. En 1960, sur la base de leur fusion, la 4e faculté (technique) de l'école supérieure du KGB de l'URSS est créée.
Le 10 mai 1962, sur ordre du président du KGB, un département à temps plein de la faculté est inauguré avec une durée d'études de 5 ans. La faculté est dirigée alors par le mathématicien, cryptographe et enseignant Ivan Vertchenko qui, jusqu'en janvier 1972, cumule les fonctions de chef du département de mathématiques supérieures de la faculté (depuis le 5 juillet 1962), de chef de faculté (depuis mai 1963) et de président du conseil académique de la délivrance des diplômes universitaires des candidats et des docteurs en sciences physiques, mathématiques et techniques.
En 1992 la faculté technique de l'école Supérieure est transformée en institut de cryptographie, de communication et d'informatique (ICSI). Les principaux domaines de formation sont : la cryptographie, les mathématiques appliquées, l'informatique et l'ingénierie informatique, l'ingénierie électronique, l'ingénierie radio et les télécommunications.
L'ICSI comprend les facultés suivantes: mathématiques appliquées, techniques spéciales, sécurité informatique et la faculté de techniques opérationnelles, les chaires de sciences naturelles, de profil spécial et de langue anglaise, l'école du soir de physique et de mathématiques, et le laboratoire de recherche hors-budget.

## Activités scientifiques et de recherche
Plus de deux cents personnes travaillent à l'institut dans le corps enseignant et professoral. Parmi eux, il y a cent cinquante docteurs d'État et docteurs de 3e cycle, académiciens et membres correspondants de diverses académies
.
Créées et soutenues par des subventions du président de la fédération de Russie, il existe au sein de l'institut deux écoles scientifiques (sur les profils d'ingénierie algébrique et de radiotechnique). La recherche scientifique d'un certain nombre de jeunes scientifiques de l'institut est soutenue par des subventions personnelles présidentielles. L'institut dispense aussi un enseignement postuniversitaire (dit enseignement adjoint) et dispose d'un conseil de thèses.

## Association pédagogique et méthodologique dans le domaine de la sécurité de l'information
Par ordonnance du comité d'État de l'enseignement supérieur de Russie du 9 avril 1996 n° 613, il est fondé sur la base de l'ICSI une association pédagogique et méthodologique des établissements supérieurs de Russie dans le but de former des spécialistes dans le domaine de la sécurité de l'information (УМО ИБ, OUMO IB). Cette association comprend 74 universités et établissements d'enseignement supérieur, ainsi que des entreprises, des ministères, des organisations et institutions. L'OUMO IB développe des modèles d'enseignement d'après les normes fédérales, les plans d'enseignement, les programmes universitaires et participe aux accréditations, aux délivrances de licences et d'attestations des établissements d'enseignement supérieur désireux de préparer les meilleurs spécialistes dans le domaine de la sécurité informatique.